# Олег Дорош (співак)
Олег Дорош (22 квітня 1944, Тяпче, Долинський район, Івано-Франківська область — 11 квітня 1999, Тяпче) — український співак, тенор, соліст джаз-ансамблю «Медікус».

## Біографія
Олег Дорош народився 22 квітня 1944 року в селі Тяпче Долинського району Івано-Франківщини. Виріс у співочій родині. Після закінчення Болехівської середньої школи поступив у двохрічну вокальну студію Київської капели бандуристів. Військову службу проходив наприкінці 1960-х у складі ансамблю пісні і танцю Київського військового округу. Разом з ним в ансамблі служили Іван Карабиць, Володимир Зарков, Віктор Герасимов. По завершенню військової служби поступив до Львівського медичного інституту. Навчаючись у медінституті став солістом інститутського джаз-ансамблю «Медікус» під керівництвом Ігоря Хоми. Після закінчення інституту присвятив себе співочій кар'єрі. 
Після розпаду ансамблю «Медікус» Олег Дорош був учасником таких колективів, як Київська капела бандуристів, Ансамбль пісні і танцю Київського військового округу, Закарпатський народний хор, Волинський народний хор, Гуцульський ансамбль пісні і танцю, ВІА «Беркут» Івано-Франківської філармонії, театру «Не журись»,  а також естрадного колективу під керівництвом Народного артиста України Миколи Гнатюка Хмельницької філармонії. 
1999 року Олег Дорош передчасно пішов з життя. Похований у рідному селі Тяпче.

## Творчість
Однією з найбільш популярних пісень у виконанні Олега Дороша стала пісня «Срібне коло» (музика Ігор Хома, слова Богдан Стельмах). Пісня написана 1969 року, часто транслювалась по українському радіо і увійшла до грамплатівки формату Grand ВІА «Медікус» 1974 року. До диску-міньйону «Пісні Івана Поповича» 1976 року увійшли дві пісні у виконанні Олега Дороша «Грай, сопілко» (І.Попович - І.Петровцій) та «Любове моя» (І.Попович - І.Петровцій). 
1972 року в дуеті із Володимиром Івасюком був першим виконавцем пісні Володимира «Пісня буде поміж нас» у супроводі ВІА «Пульс», записаної на львівському радіо.
2009 року, через 10 років після смерті співака, у видавництві «Наш формат» львівський співак Орест Цимбала випустив компакт-диск «Співає Олег Дорош», до якого увійшли 18 пісень з фондів Держтелерадіо. Того ж року вийшов у видавництві «Наш формат» компакт-диск «Пісні Ігоря Хоми», до якого увійшли 9 пісень у виконанні Олега Дороша.

## Вшанування пам'яті
У жовтні 2009 року в місті Долина Івано-Франківської області відбувся концерт-реквієм «Срібне коло», присвячений 10-річчю з дня смерті Олега Дороша. У концерті взяли участь народні артисти України Михайло Кривень і Остап Гавриш, а також друзі Олега Дороша по пісенній та музичній творчості, мистецькі колективи Долинського району.